# 高山峻野
高山峻野（日语：／ Takayama Shun'ya，1994年9月3日—），广岛县出身，日本男子田径运动员，主攻110米栏，2018年亚洲运动会男子110米栏铜牌得主、2022年亚洲运动会男子110米栏金牌得主。